# Liste bedeutender Gegenreformatoren
In dieser Liste sind Personen, die in der Zeit der Gegenreformation eine Rolle als so genannte „Gegenreformatoren“ oder „Gegenreformatorinnen“ gespielt haben, aufgeführt:

## A
- Adam von Herberstorff
- Aegidius Albertinus
- Nicolaus von Avancini

## B
- Ádám Batthyány
- Johann Adam von Bicken
- Jakob Bidermann
- Anna Bijns
- Eberhard Billick
- Karl Borromäus
- Daniel Brendel von Homburg
- Gottfried Ferdinand von Buckisch und Löwenfels

## C
- Johann Schweikhard von Cronberg

## D
- Wolfgang von Dalberg
- Balthasar von Dernbach
- Karl Hannibal von Dohna
- Johann Georg II. Fuchs von Dornheim
- Jeremias Drexel

## E
- Julius Echter von Mespelbrunn
- Georg Eder (Reichshofrat)
- Philipp Adolf von Ehrenberg
- El Greco

## G
- Gregor XIII.
- Jakob Gretser

## I
- Ignatius von Loyola

## K
- Melchior Khlesl

## L
- Jan Lohelius

## M
- Maximilian III. (Vorderösterreich)

## N
- Lütke Namens

## P
- Péter Pázmány

## R
- Rudolf II. (HRR)
- Vincenzo Ruffo

## S
- Georg Scherer
- Caspar Schoppe
- Piotr Skarga

## T
- Aegidius Tschudi

## V
- Conrad Vetter

## W
- Johann Christoph von Westerstetten
- Wilhelm V. (Bayern)

## X
- Francisco de Xavier